# Oneirosz
A görög mitológiában az álmokat néha megszemélyesítették Oneirosz (ógörögül: Ὄνειρος, jelentése „álom”) vagy Oneiroi (Ὄνειροι, „álmok”) néven. Homérosz Iliászában Zeusz egy Oneiroszt küld, hogy álmában jelenjen meg Agamemnónnak, míg Hesziodosz Theogóniája szerint az Oneiroi Nüx (Éj) fiai és Hüpnósz (Álom) testvérei
Oneirosz, egyes források szerint, Akhilleusz és Deidameia egyik fiának neve volt Phótiosz, egy görög nyelvész szerint.

## Kapcsolódó alakok
Kapcsolódó mitológiai alakok közé tartoznak a Somnia (Álmok), akiket Ovidius, a latin költő, Hüpnósz (Álom) ezer fiának nevez. Ovidius három fiút nevezett meg: Morpheuszt, aki emberi alakban jelenik meg és az emberek álmaiban szerepel; Phobetort (a görögök Ikelosznak nevezték), aki állatokként jelenik meg, és gyakran rémálmokban tűnik fel; valamint Phantasoszt, aki élettelen tárgyakként, például kövekként vagy fákként jelenik meg az álmokban.

## Akhilleusz fia
Egyes mítoszok szerint Oneirosz Akhilleusz és Deidameia egyik fiának neve volt. Testvére Neoptolemosz volt (vagy ketten ugyan azok a személyek). Egy történet szerint Oresztész ölte meg, aki nem ismerte fel őt, miközben Phókiszban egy sátorhelyért harcoltak.

## Literatur
- Hedwig Kenner: Oneiros. In: Paulys Realencyclopädie der classischen Altertumswissenschaft (RE). XVIII,1. kötet, Stuttgart 1939, 448–459. h.
- Erika Simon: Oneiros. In: Lexicon Iconographicum Mythologiae Classicae (LIMC). VII. kötet, Zürich/München 1994, 53–54. oldal
- Gustav Türk: Oneiros 1. In: Wilhelm Heinrich Roscher (szerk.): Ausführliches Lexikon der griechischen und römischen Mythologie. 3,1. kötet, Leipzig 1902, 900–910. h. (Digitalisat).